# Застава Њуфаундланда и Лабрадора
Застава Њуфаундланда и Лабрадора је уведена 1980. године. Размере су 1:2.
Плава боја на застави је симбол мора, бела снега и леда, црвена борбе и напора становника Њуфаундленда и Лабрадора а златна поверења и наде у будућност.
Плави троуглови су омаж застави Велике Британије и подсећају и на заставу Шкотске. Два црвена троугла представљају два дела провинције — копно и острво. Златна стрела показује ка светлијој будућности .